# Digital Signature Algorithm
Digital Signature Algorithm (DSA) – algorytm kryptografii asymetrycznej zaproponowany w 1991 przez amerykański instytut NIST do wykorzystania w ramach DSS, standardu dla podpisów cyfrowych. Jego bezpieczeństwo opiera się na trudności znalezienia logarytmu dyskretnego w ciele skończonym. NIST opatentował DSA w 1993, umożliwił jednak korzystanie z algorytmu za darmo na całym świecie.
Opublikowana przez NIST w 2023 norma FIPS 186-5 wycofała użycie DSA w podpisach cyfrowych, zalecając w zamian korzystanie z nowszych algorytmów, takich jak ECDSA (opierający się na kryptografii krzywych eliptycznych) lub EdDSA (wykorzystujący krzywe Edwardsa).

## Opis algorytmu
Dla systemu wybierana jest pewna funkcja skrótu {\displaystyle H(M)}; norma FIPS 180-4 zaleca korzystanie z SHA-1 lub SHA-2.

### Tworzenie kluczy
Klucze tworzone są w następujący sposób:
- Wybierana jest liczba pierwsza {\displaystyle p}, taka że {\displaystyle 2^{L-1}<p<2^{L}}.
- Wybierana jest liczba pierwsza {\displaystyle q}, taka że {\displaystyle 2^{N-1}<q<2^{N}} i że liczba {\displaystyle p-1} podzielna jest przez {\displaystyle q}.
- Obliczany jest parametr {\displaystyle g=h^{(p-1)/q}\ {\text{mod}}\ p}, gdzie {\displaystyle h} jest losową liczbą spełniającą warunek {\displaystyle 1<h<(p-1)}.
- Wybierany jest klucz prywatny {\displaystyle x} będący losową liczbą całkowitą spełniającą warunek {\displaystyle 0<x<q}.
- Obliczany jest klucz publiczny {\displaystyle y=g^{x}\ {\text{mod}}\ p}.

Norma FIPS 186-4 przewiduje dla liczb {\displaystyle (L,N)} pary wartości: {\displaystyle (1024,160)}, {\displaystyle (2048,224)}, {\displaystyle (2048,256)} i {\displaystyle (3072,256)}.

### Podpis
Podpis składa się z pary liczb {\displaystyle (r,s)} obliczanych w następujący sposób:
- Dla podpisywanej wiadomości {\displaystyle M} wybierana jest losowa liczba całkowita {\displaystyle k} spełniająca {\displaystyle 0>k>q}.
- Obliczana jest liczba {\displaystyle r=(g^{k}\ {\text{mod}}\ p)\ {\text{mod}}\ q}.
- Wyznaczane jest {\displaystyle z}, czyli co najwyżej {\displaystyle N} najbardziej znaczących bitów skrótu wiadomości {\displaystyle H(M)}.
- Obliczana jest liczba {\displaystyle s=(k^{-1}(z+xr))\ {\text{mod}}\ q}.

Jeżeli {\displaystyle r=0} lub {\displaystyle s=0}, liczby te powinny zostać obliczone ponownie obierając inną wartość {\displaystyle k}, jest to jednak skrajnie rzadki przypadek.

### Weryfikacja podpisu
Niech {\displaystyle M',r',s'} będą otrzymanymi przez odbiorcę wartościami {\displaystyle M,r,s}. Prawidłowość podpisu można zweryfikować następująco:
- Obliczane jest {\displaystyle w=(s')^{-1}\ {\text{mod}}\ q}.
- Wyznaczane jest {\displaystyle z}, czyli co najwyżej {\displaystyle N} najbardziej znaczących bitów {\displaystyle H(M')}.
- Wyznaczane są {\displaystyle u_{1}=(zw)\ {\text{mod}}\ q} oraz {\displaystyle u_{2}=((r')w)\ {\text{mod}}\ q}.
- Obliczane jest {\displaystyle v=(((g)^{u_{1}}(y)^{u_{2}})\ {\text{mod}}\ p)\ {\text{mod}}\ q}.
- Jeżeli {\displaystyle v=r'}, to podpis jest prawidłowy.

Jeżeli {\displaystyle v\neq r'}, to znaczy, że otrzymana wiadomość lub podpis zostały zmodyfikowane, nastąpił błąd w implementacji algorytmu po stronie podpisującego albo doszło do próby podrobienia podpisu przez osobę nieznającą klucza prywatnego {\displaystyle x} domniemanego nadawcy wiadomości.

## Bezpieczeństwo
Wybór zmiennej {\displaystyle k} dla wiadomości jest krytyczny z punktu widzenia bezpieczeństwa implementacji algorytmu, ponieważ nawet niewielkie odchylenia w procesie wyboru mogą zostać wykorzystane w atakach kleptograficznych. Dokument RFC 6979 określa deterministyczną metodę wyboru zmiennej wykorzystując skrót wiadomości {\displaystyle H(M)} oraz klucz prywatny {\displaystyle x}.
DSA umożliwia przesyłanie informacji podprogowej. Jeżeli zamiast liczby losowej {\displaystyle k} w podpisie wiadomości wykorzystana zostanie wiadomość podprogowa, a odbiorcy udostępniony zostanie klucz prywatny nadawcy {\displaystyle x}, odbiorca będzie w stanie odczytać wiadomość podprogową. Publiczna weryfikacja podpisu nie umożliwi w tym przypadku odczytania tej informacji.